# Brdski biciklizam
Naziv "brdski biciklizam"  (terenski biciklizam) odnosi se na svaku vožnju naročito dizajniranim terenskim biciklom (brdski bicikl, mountain bike) izvan izgrađenih prometnih pravaca. To se ponajprije odnosi na brdske i šumske puteljke, ali i na urbana područja gdje god se zahtijeva vještina terenske vožnje (npr. niz stepenice, u parkovima). Popularnost ove relativno mlade grane biciklizma, kako u rekreativnom, tako i u natjecateljskom smislu, u neprestanom je porastu, a sam brdski bicikl, zbog svoje robusnosti, udobnosti i praktičnog dizajna, sve više iz svakodnevne uporabe istiskuje druge vrste bicikala. Čak štoviše, velika većina korisnika uopće ne koristi brdski bicikl kao sportski rekvizit nego isključivo kao prijevozno sredstvo, ponajviše zbog lošeg stanja biciklističke infrastrukture u urbanim sredinama po kojoj se primjereno kretati terenskim, a ne gradskim biciklom. Zbog svoje namjene i to vožnji izvan asfaltnih cesta, geometrija okvira ovih bicikala bitno je različita od one na biciklu namijenjenom gradskoj vožnji i asfaltiranim stazama.

## Povijest
Od svojih davnih početaka bicikli su korišteni i za vožnju po neravnim terenima, ali pravi početak brdskog biciklizma kakvog danas poznajemo smješta se u sedamdesete godine 20. stoljeća. Širom Sjedinjenih Američkih Država, poglavito u Kalifornijskom okrugu Marin, razvile su se grupe i klubovi zaljubljenika u terensku vožnju biciklima. Kako bi ih prilagodili zahtjevima grube terenske vožnje, biciklima su dodavali i pojačavali dijelove, na način na koji se opremaju i motocikli za motokros. Tako su ojačani kotači i kočnice, podebljane gume i okvir, te dodavani amortizeri, a modificirani su i guvernal i sistem prijenosa brzina.
Izrada prvog pravog brdskog bicikla pripisuje se Joeu Breezeu, 1977. godine, pripadniku kalifornijske grupe koja je vozila planinom Tamalpais. Njegovi kolege Tom Ritchey i Gary Fisher započeli su s prvom serijskom proizvodnjom. Imena te dvojice danas su poznata mnogim ljubiteljima brdskog biciklizma kao marke biciklističkih proizvoda (Gary Fisher proizvodi bicikle, a Richey je marka dijelova). Masovna proizvodnja počela je 1982. u tvrtkama Specialized i Univega.

## Dizajn
Brdski bicikl možda je najbolje opisati kao hibrid cestovnog bicikla i motocikla za motokros. Poput cestovnog bicikla temelji se (uglavnom) na trokutastom okviru (čija je geometrija međutim prilagođena zahtjevima terenske vožnje), a i sistem prijenosa brzina je sličan, s tim da je naglasak na većim omjerima broja zubaca čime se olakšava vožnja uzbrdo. Razlike su izražene i kod oblika guvernala, koji je ravan i širok, širih guma (cca 5cm) s višim profilom, višom pozicijom pogonske osovine, većim međuosovniskim razmakom kotača, većom udaljenošću osovine prednje kotača od osi sjedala bicikla. Mjenjači brzina su smješteni na upravljač. Sve te razlike su u funkciji lakšeg manevriranja i veće izdržljivosti bicikla.
Iz motokrosa su posuđeni koncept amortiziranja prednje i stražnje vilice, te visoko profiliranje guma (tzv. ripne).
Bitne odlike dizajna su i modularnost, kompatibilnost, te jednostavna zamjena dijelova. To omogućuje ne samo lako popravljanje, nego i poboljšanje vozila novim nadomjescima. Bogata paleta dijelova na tržištu omogućuje da svatko nadogradi bicikl prema svom ukusu, potrebama i mogućnostima. Većina iskusnijih vozača sama sastavlja i održava svoje bicikle.

## Dijelovi i oprema bicikla
Okvir je temeljni dio bicikla i sastavljanje obično počinje od izbora okvira. Veličina ovisi o visini biciklista. Izrađuje se od jedne od četiri vrste materijala: čelika (krom-molibdenske legure), aluminija, titana ili karbonskih vlakana.
Stražnja i prednja vilica kotača mogu biti krute ili amortizirane. Amortizacija prednje vilice omogućuje udobniju vožnju i bolju kontrolu na neravnim stazama (kotač je dulje u kontaktu s podlogom), te smanjuje opterećenje ruku (laktova i zglobova), pa je u pravilu imaju svi moderni bicikli. Amortiziranje stražnje vilice je stvar osobnog izbora i namjene bicikla (npr. za kros), a ovisno o tome postoji li ili ne bicikl se popularno zove hardtail (bez stražnjeg amortizera), odnosno full-suspension (sa stražnjim amortizerom). Bicikli bez amortizera (fully rigid) danas su rijetko viđeni. Amortizeri se razlikuju po principu rada (mehanički, elastomerski i pneumatski) i duljini hoda. Osim vilica moguće je amortizirati i upravljač i sjedalo.
Pogon se sastoji od pedala, prednjih lančanik s jednim do tri lančanika, lanca za prijenos, te stražnje kazete s najviše dvanaest lančanika. Postoje tri vrste pedala - pedale s kopčom (clipless), ravne (flat), te sada već zastarjele pedale s remenjem (strap).
Kotači se najčešće izrađuju od čelika i aluminija, ali nerijetke su izvedbe u kompozitnim materijalima (što smanjuje sveukupnu težinu, ali je i znatno skuplje rješenje). Gume su različitih profila, što ponajprije ovisi o namjeni. Debele gume s visokim profilom (ripnama) su standard za terensku vožnju, ali postoje i tzv. slick gume (niskoprofilne, bez ripni) za kišu i cestu, te semi-slick za kombiniranu vožnju po ravnom i neravnom. Egzotične varijante guma su potpuno glatka guma za kišu, mokro kamenje i snijeg, te visokoprofilirana guma pojačana metalnim zubima, za snijeg i led.
Kočnice su kroz povijest brdskog biciklizma izvođene na mnogo različitih načina. Neki su preuzeti iz cestovnog biciklizma, a neki iz moto-krosa. Iz tog mnoštva su se tržišnom selekcijom izdvojile linearne obručne kočnice (paralelogramke ili V-brakes), te disk kočnice. Linearne obručne kočnice su s vremenom izgubile "bitku" s disk kočnicama, koje su pak najučinkovitije i najotpornije na vremenske i terenske utjecaje.
Upravljač je relativno jednostavan, ravan ili blago zakrivljen, širine od cca 50 cm do cca 70 cm. Neki vozači ga nadopunjuju "rogovima" koji dodaju na udobnosti duge vožnje, te olakšavaju vožnju uzbrdo (kada se vozač naslanja na upravljač).
Sjedala variraju od uskih i krutih sportskih sjedala do udobnih i mekših sjedala za duge rekreacijske vožnje. Važnija od udobnosti je visina sjedala, tj. njegov položaj u odnosu na pedale. Za zdravu i učinkovitu vožnju sjedalo mora biti tako visoko da kad biciklist sjedi noga na donjoj pedali (tj. pedali na dnu ciklusa) mora biti gotovo potpuno (ali ne sasvim) ispružena.
Dodatna oprema bicikla je vrlo raznovrsna - boce za piće (koje se montiraju na okvir), baterijska svjetla (brdski bicikli u pravilu ne koriste dinamo-generator), montažni blatobrani, prtljažnici i bisage (za duža putovanja), torbice ispod sjedala, pumpe za gume, ciklo-kompjutori - sve u svrhu što udobnije i sigurnije vožnje.

## Oprema biciklista

### Sigurnosna oprema
Kaciga je preporučena obvezna oprema za svakog biciklista, bez obzira radi li se o sportskoj ili rekreativnoj vožnji ili vožnji do dućana. Svaka vožnja bicikla je, naime, potencijalno opasna (neovisno o vozačevoj vještini) a pad s bicikla i pri malim brzinama teško je kontrolirati i kompenzirati, pa su i traume glave vrlo izvjesne. U RH je nošenje kacige zakonom obvezno za osobe do 16. godina starosti, te UCI pravilima za sve uzraste u natjecateljskom biciklizmu. Kacige za bicikliste izrađuju se od lakih i čvrstih polimera, s mnogo otvora (rupa) za ventilaciju. Najčešća je izvedba samo za gornji dio glave, ali postoje i kompletna rješenja sa štitnikom za lice (nalik motociklističkim kacigama).
Naočale za bicikliste su dizajnirane kao zaštita očiju od vjetra, prašine i insekata. Često dolaze s izmjenjivim staklima (sunčanim, kontrastnim i prozirnim) kako bi bile upotrebljive danju i noću. Obične sunčane naočale, koje mnogi rekreativni biciklisti koriste, ne nude potpunu zaštitu, a smanjuju i lateralnu preglednost.
Štitnici za laktove i koljena smatraju se sekundarnom opremom, ponajprije zbog toga što utječu na kvalitetu vožnje.
Tjelesni oklop se koristi uglavnom na sportskim natjecanjima spusta. Radi se o naročitoj "košulji" na kojoj su raspoređeni štitovi za kralježnicu, ramena, laktove i prsa. Nosi se u kombinaciji sa štitnicima za zglobove.

### Garderoba
Sintetske tkanine koje štite od vjetra, kiše, sunca i hladnoće, a istodobno propuštaju znoj našle su idealnu primjenu u biciklizmu. Elastične hlače, majice, jakne i rukavice izrađuju se od tih materijala. U prošlo vrijeme u živim bojama, kako bi biciklist bio što uočljiviji u prometu, danas su dostupne i u ležernim, "gradskim" dezenima.
Cipele za bicikl (tzv. sprinterice) imaju potplatu tvrđu od uobičajenih cipela i tenisica. Gornji dio je često pojačan protiv utjecaja vode i hladnoće. Modeli za kros opremljeni su i zupcima za bolju kontrolu terena. Naročiti potplati s kopčom koriste se u kombinaciji s clipless pedalama. Takvo rješenje je, kao sigurnije, gotovo u potpunosti izbacilo pedalu sa stremenom, koja se prva upotrebljavala za maksimiziranje učinka pedaliranja.

### Nosivi dodaci
Osim torbice-pojasa i ruksaka koji imaju istu primjenu kao i oni iz svakodnevnog života, sve je istaknutiji hidratizirajući ruksak. U osnovi veliki mjehur vode na leđima (1 - 2 litre), dizajniran tako da prelazi uzduž kralježnice, mnogi ga (osim kao rezervoar pitke tekućine) nose i zbog zaštite u slučaju pada.

## Natjecanja
Kako bi održali duh pokretača koji su sami modificirali svoje bicikle, na svim natjecanjima je zabranjeno pružanje vanjske pomoći natjecateljima. Za razliku od cestovnog biciklizma i ciklokrosa gdje je u slučaju kvara moguće zamijeniti određeni dio ili cijeli bicikl, u brdskom biciklizmu natjecatelj na stazi mora sam otkloniti kvar na biciklu, dok je pomoć sa strane dozvoljena samo u tzv. boxu ili na stazi od strane klupskog kolege.
Brdski biciklizam (cross country) je bio pokazna disciplina na OI u Atlanti 1996. a od Sidneyja 2000. je punopravna disciplina biciklizma u sklopu olimpijske obitelji. Osim cross countryja (discipline u kojoj se utrka održava na kružnoj stazi sa spustevima i usponima) koji je jedina olimpijska disciplina, postoji mnoštvo drugih, od kojih su najpopularniji spust (downhill) i MTB maraton.
Zadnjih nekoliko godina sve veću popularnost postiže i enduro tip natjecanja. Ova disciplina je nastala formaliziranjem all-mountain biciklizma prema uzoru na strukture utrke poput enduro motociklizma i relija.

## Kritika
Iako se općenito podržava i potiče kao zdrav način života i kretanja, te kao način očuvanja okoliša (jer ne zagađuje okoliš), brdski biciklizam je naišao na stanovit otpor upravo od strane ekoloških udruga i planinara. Omasovljenje ovog sporta je, prema njihovim tvrdnjama, počelo utjecati na ravnotežu ekosistema pojedinih biciklističkih destinacija (koje su mahom planinski i šumski puteljci). Glavni prigovori odnose se na proširenje puteva i povećanu eroziju tla na najfrekventnijim prolazima u odnosu na eroziju pješaka, te na izmještanje ili uništavanje vegetacije (putem guma na kotačima). Prigovori su kontroverzni i bez znanstvene podloge koja bi dokazala veći utjecaj biciklista na eroziju od npr. pješaka. Prilikom spusta biciklisti, ovisno od brzine, energiju dijelom predaju kroz fluid (zrak), a ne u cijelosti kroz podlogu kako to čine pješaci, čime manje utječu na podlogu. 
Također postoji stanovita međusobna netrpeljivost izletnika pješaka i biciklista koju uglavnom uzrokuju neobzirni biciklisti koji prebrzom i neodgovornom vožnjom ugrožavaju i uznemiruju pješake.
Zbog toga je u pojedinim zaštićenim parkovima prirode već ograničen ili onemogućen pristup brdskim biciklom. Također se nastoji trasiranjem staza razdvojiti bicikliste i pješake. Mnogi ekološki odgovorni biciklisti aktivno sudjeluju u održavanju svojih omiljenih staza.

## Vanjske poveznice
- Hrvatski brdsko-biciklistički e-zine